# П'ятихатки-Стикова
П'ятихатки-Стикова — дільнична стикова залізнична станція 1-го класу Криворізької дирекції Придніпровської залізниці на електрифікованій лінії П'ятихатки-Стикова — П'ятихатки. Розташована неподалік села Культура, що знаходиться за декілька кілометрів від міста П'ятихатки Кам'янського району Дніпропетровської області.

## Історія
Станція відкрита 1963 року на кордоні із Знам'янською дирекцією Одеської залізниці.
Лінія Дніпро — П'ятихатки електрифікована у 1958 році постійним струмом (=3 кВ). Через електрифікацією лінії Знам'янка — П'ятихатки у 1962 році змінним струмом (~25 кВ) виникла необхідність побудувати окрему станцію стикування.
На станції здійснюється зміна електровозів пасажирських та вантажних поїздів: при прямуванні у напрямку Користівки, Знам'янки електровоз постійного струму (для пасажирських поїздів — ЧС2, ЧС7, для вантажних — ВЛ8, ВЛ11, ДЕ1) замінюють електровозом змінного струму (для пасажирських поїздів — ЧС4, ЧС8, ДС3, ВЛ40У, для вантажних — ВЛ80, 2ЕЛ5, 2ЕС5К), у напрямку Кривого Рогу, Верхівцевого, Дніпра — навпаки. Тип контактної мережі: комутований (кожна секція контактної мережі даної станції має здатність перемикатися з одного роду струму на інший в залежності від маршруту поїзда).

## Призначення станції
Станція має суто технічне значення — використовується для заміни електровозів одного типу струму на інший, що займає приблизно 20-25 хвилин (за винятком двосистемних електровозів і електропоїздів Інтерсіті+). Проте у розкладах руху поїздів станція не завжди вказана.

## Пасажирське сполучення
Посадка (висадка) пасажирів у пасажирські поїзди далекого сполучення не здійснюється. Найближча станція обслуговування пасажирів у далекому сполученні — П'ятихатки-Пасажирська.
На станції П'ятихатки-Стикова здійснюється посадка та висадка пасажирів лише у приміському сполученні:
| №    | Маршрут руху                | Періодичність курсування |
| ---- | --------------------------- | ------------------------ |
| 6005 | Дніпро — П'ятихатки-Стикова | Щоденно                  |
| 6018 | П'ятихатки-Стикова — Дніпро | Щоденно                  |
| 6002 | Знам'янка — П'ятихатки      | Щоденно                  |
| 6001 | П'ятихатки — Знам'янка      | Щоденно                  |
| 6035 | Дніпро — П'ятихатки-Стикова | Щоденно                  |
| 6044 | П'ятихатки-Стикова — Дніпро | Щоденно                  |